# Occultation radio

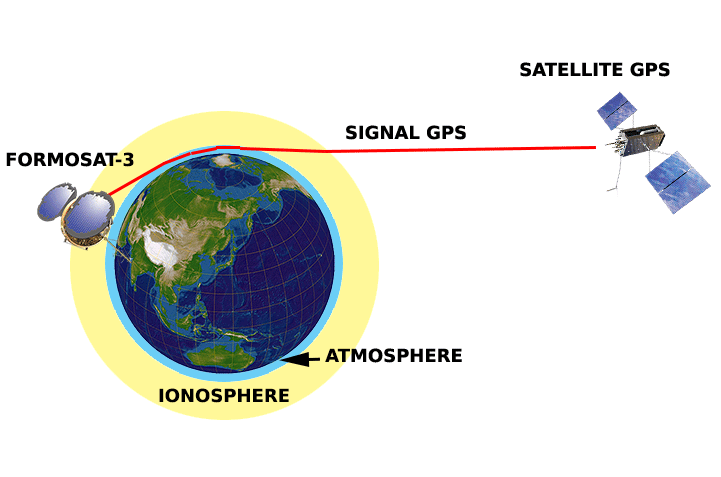
FORMOSAT-3/COSMIC utilise la technique de l'occultation radio en analysant les distorsions subies par le signal radio émis par les satellites GPS lorsque celui-ci traverse l'atmosphère terrestre.

La technique de l'occultation radio est une méthode de mesure à distance des caractéristiques de l'atmosphère d'une planète. Elle exploite le phénomène de réfraction d'un signal radio-électrique lorsqu'il traverse l'atmosphère. Pour sa mise en œuvre il est nécessaire de disposer d'un émetteur radio embarqué à bord d'un satellite ou d'une sonde spatiale dont l'émission vers le récepteur radio traverse l'atmosphère de la planète. L'émetteur embarqué à bord d'un engin spatial passe derrière la planète (la Terre ou une autre planète), en étant soit en orbite, soit en transit - et son signal est analysé par un récepteur sur Terre. La phase, la polarisation et l'amplitude du signal radio sont modifiées selon des proportions qui dépendent de l'indice de réfraction de l'atmosphère. Les différentes mesures de ce dernier au fur et à mesure que la sonde défile permet d'en déduire différentes caractéristiques telles que la température, la pression ou la composition de l'atmosphère.

## Exemples de mise en œuvre
La première utilisation de cette technique a été réalisée par la sonde Mariner 4 et lui a permis de mesurer la pression atmosphérique de Mars qui s'est avérée 100 fois plus faible que ce qui était estimé jusque-là.
- La déviation des émissions radio émises par la sonde Voyager 1, en transit vers l'extérieur du système solaire, a permis de déterminer l'épaisseur et les principaux composants de la haute atmosphère de la lune Titan.
- L'expérience d'occultation radio embarquée à bord de la sonde européenne Mars Express a permis de déterminer le profil de température de l'atmosphère de la planète Mars en fonction de l'altitude, ainsi que sa pression et son épaisseur.
- L'utilisation des satellites de positionnement (GPS) permet de faire un radiosondage de l'atmosphère terrestre en continu qui va être utilisé en météorologie.